# Ansgarskyrkan, Sävedalen
Ansgarskyrkan är en kyrkobyggnad belägen i södra delen av Sävedalen i Partille kommun. Den tillhör Sävedalens församling i Göteborgs stift och Svenska kyrkan.

## Kyrkobyggnaden
Kyrkan är ritad av Stig-Henrik Lundgren och invigdes 1984. Den är utförd trä målat med lasyrfärger och ligger inom ett villaområde från 1970-talet. Kyrkorummet och övriga lokaler är samlade kring ett inre torg.   

## Inventarier
En genomgående symbolik med ett kors i en stiliserad ring går igen i tornfönster, predikstol och altarring.
- Bakom altaret hänger en Kristusbild i trä, utförd av Eva Spångberg.
- För textilierna har Christina Westman svarat.

### Orgel
Orgeln är tillverkad 1984 av A. Magnusson Orgelbyggeri AB och har sex stämmor fördelade på manual och pedal.